# Юзеф Єжовський
Юзеф Єжовський або Йосип Єжовський (пол. Józef Jeżowski; нар. бл. 1793, Умань — пом. 16 серпня 1855, Канів) — польський філолог, фахівець з класичної філології, поет, перекладач, один із засновників і керівник студентського Товариства філоматів у Вільно.

## Біографія
Юзеф Єжовський народився близько 1793 року в Умані.
Школу закінчив теж в Умані. Навчався у Віленському університеті (1815—1824), в 1816 році здав іспит кандидата філософії, вивчав класичну філологію і серйозно готувався до кар'єри викладача філософії. Під час навчання в університеті в жовтні 1817 року став разом з Томашем Заном і Адамом Міцкевичем одним із засновників Товариства філоматів і протягом шести років керував ним. В основу діяльності товариства було покладено статут, розроблений Єжовським.
Єжовський був грунтовно знайомий з філософією І. Канта і спирався на кантовське розуміння специфіки моралі і критику етичного натуралізму, відстоюючи принцип незвідності морального мотиву до природних схильностей. Після закінчення університету почав викладати в Старих Троках.
Підготував і видав коментоване видання Горація «Ody celniejsze» (Вільно, 1821—1823), доповнене «Dodatek do Horacjusza „Ód celniejszych“» (Вільно, 1824).
У 1823 році був заарештований під час слідства у справі філоматів і за вироком в 1824 році в числі десяти засуджених (Томаш Зан, Ян Чечот, Франтішек Малевський, Теодор Лозинський, Адам Міцкевич, Ян Соболевський, Онуфрій Петрашекевич, Юзеф Ковалевський, Вінцентій Будревич) поступив у розпорядження Міністерства духовних справ і народної освіти з тим, щоб отримати службу відповідно до освіти і здібностями в глибині Росії.
Разом з Малевським і Міцкевичем виїхав з Вільни в Санкт-Петербург, звідки незабаром вони були направлені в Одесу, де повинні були викладати в Рішельєвському ліцеї.
Навесні 1825 року Єжовський був посланий до Москви, де деякий час жив разом з Будревичем, Міцкевичем, Мальовським і викладав класичні мови в гімназії і грецьку мову в Московському університеті. Однак в 1827—1828 роках навчальному році викладання грецької мови в Московському університеті було скасовано. Московський університет видав підготовлене Єжовським видання «Одіссеї» Гомера латинською мовою з коментарями (1828), книги про твори Горація і Платона.
Намагався отримати роботу в Казанському університеті, без успіху, і в Харківському університеті, де, мабуть, деякий час працював.
Після амністії в 1841 році зміг повернутися на батьківщину і після повернення із заслання влаштувався на Україні, в Київській губернії, працював гувернером.